# Alta Carniola
Alta Carniola (eslovè: Gorenjska; alemany: Oberkrain) és una regió tradicional d'Eslovènia. Forma part de l'antic territori de la corona d'Habsburg de Carniola (en eslovè: Kranjska; en alemany: Krain). La capital tradicional de la regió és Kranj i altres centres urbans importants són Jesenice, Tržič, Škofja Loka, Kamnik, i Domžale.